# Première église baptiste de Washington, D.C.
La première église baptiste de Washington, D.C., en anglais First Baptist Church of the City of Washington, D.C. est une église baptiste située au n°1328 16th Street NW à Washington, DC. Elle est membre des Églises baptistes américaines USA, de l'Alliance des baptistes et de l'Association baptiste coopérative.

## Histoire
À l'automne 1802, une église en brique de 42 pieds sur 32 pieds est achevée et inaugurée. Le pasteur William Parkinson, aumônier de la Chambre des représentants, prononce le sermon de dédicace. En 1809, le bâtiment est équipé de bancs, qui sont loués pour couvrir les dépenses.
La congrégation occupe successivement cinq bâtiments sur quatre sites, dont un bâtiment sur le site de l'actuel Théâtre Ford. Elle déménage à son emplacement actuel en 1890. Les premiers services ont lieu le jour de Noël 1955. « Il y a des pierres dans ce bâtiment d'une église au Japon qui a été détruite par la première bombe atomique ; des pierres d'églises de Berlin et de Hambourg, également détruites lors de bombardements pendant la Seconde Guerre mondiale ; et des pierres d'une église de mission en Afrique, d'une église en Argentine et de l'abbaye de Westminster et de la cathédrale Saint-Paul à Londres.
Parmi les participants célèbres à travers l'histoire figurent les présidents Harry S. Truman et Jimmy Carter,,. Après deux services pré-inauguraux à First Baptist, le président Carter rejoint l'église le premier dimanche de sa présidence, le 23 janvier 1977, avec sa femme Rosalynn et son fils Chip. Sa fille Amy, âgée de 9 ans, est baptisée à l'église le 6 février 1977. Au cours des 48 mois de son mandat, le président Carter a assisté aux services du dimanche plus de 70 fois, selon les Archives nationales. Une fois par mois, il a enseigné à l’école du dimanche pour les couples de l'église.